# Championnat de Libye de football 2005-2006
Navigation
Saison précédente Saison suivante
La saison 2005-2006 du Championnat de Libye de football est la trente-huitième édition du championnat de première division libyen. Dix-huit clubs prennent part au championnat organisé par la fédération. Les équipes sont réparties en deux poules de neuf où elles rencontrent leurs adversaires deux fois au cours de la saison, à domicile et à l'extérieur. À l'issue de cette première phase, les trois premiers de chaque poule disputent la poule pour le titre et le dernier est directement relégué en Second Division. Toutes les autres équipes jouent la phase de promotion-relégation, où elles sont de nouveau réparties en deux poules de six, et dont seuls les trois premiers se maintiennent, afin de faire passer le championnat à 14 équipes la saison prochaine.
C'est le club d'Al Ittihad Tripoli, tenant du titre, qui remporte à nouveau la compétition, après avoir terminé en tête du classement final, à égalité de points mais avec une meilleure différence de buts qu'Al Ahly Tripoli et dix-sept points d'avance sur Alakhdhar S.C.. C'est le douzième titre de champion de Libye de l'histoire du club.
L'extension du championnat a permis aux équipes théoriquement reléguées en fin de saison dernière (Al Tahaddy Benghazi et Asswehly Sports Club) d'être repêchées alors qu'Al Ahly Tripoli, exclu durant la saison, peut également réintégrer le championnat. De plus, cinq équipes de Second Division, et non plus deux, sont promues cette saison.

## Les clubs participants
| - Al Medina Tripoli - Al Mustaqbal - Al Tahaddy Benghazi - Al Uroba Tripoli - Al Shat Tripoli - Al Olympic Zaouia - Wefaq Sabratha - Al Charara - Promu de Second Division - Al Dhahra Tripoli - Promu de Second Division | - Rafik Sorman - Al Majd Tripoli - Promu de Second Division - Al Hilal Benghazi - Asswehly Sports Club - Al Ahly Tripoli - Alakhdhar S.C. - Al Ittihad Tripoli - Al Wahda Tripoli - Promu de Second Division - Al Ahly Benghazi - Promu de Second Division |

## Compétition
Le classement utilise le barème suivant :
- Victoire : 3 points
- Match nul : 1 point
- Défaite : 0 point

### Première phase

#### Groupe A
| Rang | Équipe              | Pts | J  | G  | N | P  | Bp | Bc | Diff |
| ---- | ------------------- | --- | -- | -- | - | -- | -- | -- | ---- |
| 1    | Al Ahly Tripoli     | 39  | 16 | 12 | 3 | 1  | 28 | 6  | +22  |
| 2    | Al Ittihad TripoliT | 36  | 16 | 11 | 3 | 2  | 28 | 8  | +20  |
| 3    | Al Tahaddy Benghazi | 26  | 16 | 7  | 5 | 4  | 18 | 14 | +4   |
| 4    | Rafik Sorman        | 22  | 16 | 6  | 4 | 6  | 17 | 18 | -1   |
| 5    | Al ChararaP         | 20  | 16 | 5  | 5 | 6  | 8  | 15 | -7   |
| 6    | Al Hilal Benghazi   | 19  | 16 | 4  | 7 | 5  | 12 | 11 | +1   |
| 7    | Al Medina Tripoli   | 18  | 16 | 4  | 6 | 6  | 16 | 16 | 0    |
| 8    | Al Mustaqbal        | 8   | 16 | 1  | 5 | 10 | 9  | 25 | -16  |
| 9    | Al Dhahra TripoliP  | 7   | 16 | 1  | 4 | 11 | 4  | 27 | -23  |

| Qualifications et relégations | Qualifications et relégations                    |
| ----------------------------- | ------------------------------------------------ |
|                               | Qualification pour la poule pour le titre        |
|                               | Participation au barrage de promotion-relégation |
|                               | Relégation directe en Second Division            |
|                               | T : Tenant du titre P : Promu de Second Division |

#### Groupe B
| Rang | Équipe               | Pts | J  | G  | N | P | Bp | Bc | Diff |
| ---- | -------------------- | --- | -- | -- | - | - | -- | -- | ---- |
| 1    | Al Olympic Zaouia    | 32  | 16 | 10 | 2 | 4 | 31 | 14 | +17  |
| 2    | Alakhdhar S.C.       | 31  | 16 | 9  | 4 | 3 | 28 | 16 | +12  |
| 3    | Al Ahly BenghaziP    | 28  | 16 | 8  | 4 | 4 | 16 | 13 | +3   |
| 4    | Al Uroba Tripoli     | 22  | 16 | 6  | 4 | 6 | 21 | 20 | +1   |
| 5    | Al Majd TripoliP     | 18  | 16 | 4  | 6 | 6 | 12 | 17 | -5   |
| 6    | Al Shat Tripoli      | 18  | 16 | 4  | 6 | 6 | 19 | 23 | -4   |
| 7    | Al Wahda TripoliP    | 17  | 16 | 4  | 5 | 7 | 16 | 21 | -5   |
| 8    | Asswehly Sports Club | 16  | 16 | 4  | 4 | 8 | 14 | 25 | -11  |
| 9    | Wefaq Sabratha       | 15  | 16 | 4  | 3 | 9 | 13 | 21 | -8   |

| Qualifications et relégations | Qualifications et relégations                    |
| ----------------------------- | ------------------------------------------------ |
|                               | Qualification pour la poule pour le titre        |
|                               | Participation au barrage de promotion-relégation |
|                               | Relégation directe en Second Division            |
|                               | P : Promu de Second Division                     |

### Seconde phase

#### Poule pour le titre
Les équipes ayant terminé respectivement aux 1re et 2e place de leur groupe démarrent cette phase avec un bonus respectif de 3 et 1 points.
| Rang | Équipe                 | Pts | J  | G | N | P | Bp | Bc | Diff |
| ---- | ---------------------- | --- | -- | - | - | - | -- | -- | ---- |
| 1    | Al Ittihad TripoliT +1 | 27  | 10 | 8 | 2 | 0 | 21 | 4  | +17  |
| 2    | Al Ahly TripoliC +3    | 27  | 10 | 7 | 3 | 0 | 15 | 4  | +11  |
| 3    | Alakhdhar S.C. +1      | 10  | 10 | 3 | 1 | 6 | 6  | 12 | -6   |
| 4    | Al Tahaddy Benghazi    | 10  | 10 | 3 | 1 | 6 | 8  | 18 | -10  |
| 5    | Al Olympic Zaouia +3   | 10  | 10 | 1 | 4 | 5 | 3  | 6  | -3   |
| 6    | Al Ahly BenghaziP      | 7   | 10 | 2 | 1 | 7 | 7  | 16 | -9   |

| Qualifications et relégations | Qualifications et relégations                                                       |
| ----------------------------- | ----------------------------------------------------------------------------------- |
|                               | Qualification pour la Ligue des champions de la CAF 2007                            |
|                               | Qualification pour la Coupe de la confédération 2007                                |
|                               | T : Tenant du titre C : Vainqueur de la Coupe de Libye P : Promu de Second Division |

#### Promotion-relégation
Les dix équipes participant à cette phase de promotion-relégation sont rejointes par les deux formations de Second Division ayant terminé à la deuxième place de leur groupe respectif. De plus, les équipes ayant terminé respectivement aux 4e et 5e place démarrent cette phase avec un bonus respectif de 3 et 1 points.
Groupe A :
| Rang | Équipe                  | Pts | J  | G | N | P | Bp | Bc | Diff |
| ---- | ----------------------- | --- | -- | - | - | - | -- | -- | ---- |
| 1    | Rafik Sorman +3         | 20  | 10 | 5 | 2 | 3 | 13 | 12 | +1   |
| 2    | Al Soukour Tobrouk (D2) | 19  | 10 | 6 | 1 | 3 | 9  | 7  | +2   |
| 3    | Al Hilal Benghazi       | 18  | 10 | 5 | 3 | 2 | 16 | 7  | +9   |
| 4    | Al Wahda TripoliP       | 18  | 10 | 5 | 3 | 2 | 15 | 10 | +5   |
| 5    | Al Mustaqbal            | 11  | 10 | 3 | 2 | 5 | 12 | 11 | +1   |
| 6    | Al Majd Tripoli +1 P    | 2   | 10 | 0 | 1 | 9 | 7  | 25 | -18  |

| Qualifications et relégations | Qualifications et relégations         |
| ----------------------------- | ------------------------------------- |
|                               | Promotion en Premier League           |
|                               | Relégation directe en Second Division |
|                               | P : Promu de Second Division          |

Groupe B :
| Rang | Équipe               | Pts | J  | G | N | P | Bp | Bc | Diff |
| ---- | -------------------- | --- | -- | - | - | - | -- | -- | ---- |
| 1    | Al Charara P +1      | 19  | 10 | 5 | 3 | 2 | 15 | 11 | +4   |
| 2    | Al Shat Tripoli      | 17  | 10 | 5 | 2 | 3 | 15 | 12 | +3   |
| 3    | Al Medina Tripoli    | 15  | 10 | 4 | 3 | 3 | 12 | 8  | +4   |
| 4    | Al Uroba Tripoli +3  | 14  | 10 | 2 | 5 | 3 | 10 | 9  | +1   |
| 5    | Asswehly Sports Club | 14  | 10 | 3 | 5 | 2 | 12 | 12 | 0    |
| 6    | Al Harati (D2)       | 5   | 10 | 1 | 2 | 7 | 4  | 16 | -12  |

| Qualifications et relégations | Qualifications et relégations         |
| ----------------------------- | ------------------------------------- |
|                               | Relégation directe en Second Division |
|                               | P : Promu de Second Division          |

## Bilan de la saison
| Championnat de Libye de football 2005-2006 | |
| Champion                                   | Al Ittihad Tripoli (12e titre)                                                                                       |
| Coupes et trophées                         | |
| Vainqueur de la Coupe de Libye 2005-2006   | Al Ahly Tripoli |
| Qualifications continentales               | |
| Ligue des champions de la CAF 2007         | Al Ittihad Tripoli                                                                                                   |
| Coupe de la confédération 2007             | Al Ahly Tripoli |
| Promotions et relégations                  | |
| Promus en Premier League                   | Al Soukour Tobrouk Khaleej Syrte Al Nasr Benghazi                                                                    |
| Relégués en Second Division                | Al Wahda Tripoli Al Mustaqbal Al Majd Tripoli Al Uroba Tripoli Asswehly Sports Club Wefaq Sabratha Al Dhahra Tripoli |